# Xian de Fucheng
Pour les articles homonymes, voir Fucheng.
Le xian de Fucheng (阜城县 ; pinyin : Fùchéng Xiàn) est un district administratif de la province du Hebei en Chine. Il est placé sous la juridiction de la ville-préfecture de Hengshui.

## Démographie
La population du district était de 330 784 habitants en 1999.